# Jan Nijland
Jan Nijland (Willemsoord, 14 juni 1935 - Wolvega, 27 september 2011) was van 1981 tot 1994 Tweede Kamerlid voor het CDA.
Nijland was een veehouder (mestvee) uit Weststellingwerf, die actief was bij de CHU-jongeren en later gemeenteraadslid werd. Hij werd Tweede Kamerlid toen hij op punt stond om tot wethouder te worden gekozen. In de Kamer was hij woordvoerder voor landbouw, visserij en waterstaat. Tevens was hij voorzitter van de commissie voor de Visserij. Als regiovertegenwoordiger hield hij zich ook bezig met het Noorden des Lands.
- Biografisch Portaal: 17058311
- Parlement.com: vg09lln7j4zj